# Damernas 10 000 meter vid världsmästerskapen i friidrott 2022
Damernas 10 000 meter vid världsmästerskapen i friidrott 2022 avgjordes den 16 juli 2022 på Hayward Field i Eugene i USA.
Etiopiska Letesenbet Gidey tog guld efter ett lopp på världsårsbästat 30 minuter och 9,94 sekunder. Silvret togs av kenyanska Hellen Obiri och bronset togs av hennes landsmaninna Margaret Kipkemboi.

## Rekord
Innan tävlingens start fanns följande rekord:
| Rekord                                         | Idrottare                | Tid      | Plats                     | Datum            |
| ---------------------------------------------- | ------------------------ | -------- | ------------------------- | ---------------- |
| Världsrekord                                   | Letesenbet Gidey (ETH)   | 29.01,03 | Hengelo, Nederländerna    | 8 juni 2021      |
| Mästerskapsrekord                              | Berhane Adere (ETH)      | 30.04,18 | Saint-Denis, Frankrike    | 23 augusti 2003  |
| Världsårsbästa                                 | Elise Cranny (USA)       | 30.14,66 | San Juan Capistrano, USA  | 6 mars 2022      |
| Afrikanskt rekord                              | Letesenbet Gidey (ETH)   | 29.01,03 | Hengelo, Nederländerna    | 8 juni 2021      |
| Asiatiskt rekord                               | Wang Junxia (CHN)        | 29.31,78 | Peking, Kina              | 8 september 1993 |
| Nord-, centralamerikanskt och karibiskt rekord | Molly Huddle (USA)       | 30.13,17 | Rio de Janeiro, Brasilien | 12 augusti 2016  |
| Sydamerikanskt rekord                          | Carmem de Oliveira (BRA) | 31.47,76 | Stuttgart, Tyskland       | 21 augusti 1993  |
| Europeiskt rekord                              | Sifan Hassan (NED)       | 29.06,82 | Hengelo, Nederländerna    | 6 juni 2021      |
| Oceaniskt rekord                               | Kimberley Smith (NZL)    | 30.35,54 | Palo Alto, USA            | 4 maj 2008       |

## Program
Alla tider är lokal tid (UTC−7).
| Datum   | Tid   | Omgång |
| ------- | ----- | ------ |
| 16 juli | 12:20 | Final  |

## Resultat
Loppet startade klockan 12:21.
| Placering | Namn                        | Nationalitet   | Tid      | Noteringar |
| --------- | --------------------------- | -------------- | -------- | ---------- |
| 1         | Letesenbet Gidey            | Etiopien       | 30.09,94 | 0VB0       |
| 2         | Hellen Obiri                | Kenya          | 30.10,02 | 0PB0       |
| 3         | Margaret Kipkemboi          | Kenya          | 30.10,07 | 0PB0       |
| 4         | Sifan Hassan                | Nederländerna  | 30.10,56 | 0SB0       |
| 5         | Rahel Daniel                | Eritrea        | 30.12,15 | 0NR0       |
| 6         | Ejgayehu Taye               | Etiopien       | 30.12,45 | 0PB0       |
| 7         | Caroline Chepkoech Kipkirui | Kazakstan      | 30.17,64 | 0NR0       |
| 8         | Bosena Mulatie              | Etiopien       | 30.17,77 | 0PB0       |
| 9         | Karissa Schweizer           | USA            | 30.18,05 | 0PB0       |
| 10        | Eilish McColgan             | Storbritannien | 30.34,60 |            |
| 11        | Jessica Judd                | Storbritannien | 30.35,93 | 0PB0       |
| 12        | Ririka Hironaka             | Japan          | 30.39,71 | 0PB0       |
| 13        | Alicia Monson               | USA            | 30.59,85 |            |
| 14        | Stella Chesang              | Uganda         | 31.01,04 | 0NR0       |
| 15        | Natosha Rogers              | USA            | 31.10,57 | 0PB0       |
| 16        | Mercyline Chelangat         | Uganda         | 31.28,26 | 0SB0       |
| 17        | Dominique Scott             | Sydafrika      | 31.40,73 |            |
| 18        | Dolshi Tesfu                | Eritrea        | 31.49,29 | 0SB0       |
| 19        | Rino Goshima                | Japan          | 32.08,68 |            |
|           | Sheila Chepkirui Kiprotich  | Kenya          | 0DNS0    |            |